# 2,3-ジヒドロキシ安息香酸-2,3-ジオキシゲナーゼ
2,3-ジヒドロキシ安息香酸-2,3-ジオキシゲナーゼ（2,3-dihydroxybenzoate 2,3-dioxygenase）は、次の化学反応を触媒する酸化還元酵素である。
2,3-ジヒドロキシ安息香酸 + O2 {\displaystyle \rightleftharpoons } 2-カルボキシ-cis,cis-ムコン酸
反応式の通り、この酵素の基質は2,3-ジヒドロキシ安息香酸とO2、生成物は2-カルボキシ-cis,cis-ムコン酸である。
組織名は2,3-dihydroxybenzoate:oxygen 2,3-oxidoreductase (decyclizing)で、別名に2,3-dihydroxybenzoate 2,3-oxygenaseがある。